# Beskonačan skup
Beskonačan skup je u matematici teoriji skupova vrsta skupa. Neki skup S je beskonačan ako nije konačan. 
Utvrditi jednakost dvaju beskonačnih skupova vrlo je složena zadaća.

## Vrste beskonačnosti
Dvije su vrste beskonačnosti. Za skup koji je jednakobrojan (ekvipotentan) sa skupom prirodnih brojeva N {\displaystyle \mathbb {N} } {\displaystyle \mathbb {N} } kažemo da je prebrojivo beskonačan (kraće: prebrojiv), a "veći" skupovi su neprebrojivo beskonačni (kraće: neprebrojivi). 

## Primjeri
Prazan skup skup nije beskonačan. U beskonačne skupove primjerice spadaju skup prostih, prirodnih, cijelih, racionalnih, realnih, kompleksnih brojeva i dr.